# گناه (فیلم ۱۹۲۰)
گناه (انگلیسی: Sinners) یک فیلم به کارگردانی کنت وب است که در سال ۱۹۲۰ منتشر شد. از بازیگران آن می‌توان به آلیس بردی اشاره کرد.